# Ceratina muscatella
Ceratina muscatella är en biart som beskrevs av Nurse 1902. Ceratina muscatella ingår i släktet märgbin, och familjen långtungebin. Inga underarter finns listade i Catalogue of Life.